# Volna (île)
Pour les articles homonymes, voir Volna.
L'île Volna (en russe Остров Волна) est une petite île russe du groupe des îles Vostotchnye faisant elles-mêmes parties de l'archipel Nordenskiöld. Elle se trouve dans la mer de Kara.

## Géographie
L'île, de petite taille, au centre du détroit de la Tranquillité. Au sud se trouve l'île Bianki, au nord les îles Evgueni Fiodorov et Matros et à l'ouest l'île Salome.

## Protection
Comme le reste de l’archipel, elle fait partie de la réserve naturelle du Grand Arctique depuis 1993.

## Sources